# Philereme umbraria
Philereme umbraria là một loài bướm đêm trong họ Geometridae.